# أنجيلو كولومبو
أنجيلو كولومبو (بالإيطالية: Angelo Colombo)‏ (24 فبراير 1961 في إيطاليا - ) هو لاعب كرة قدم إيطالي في مركز الوسط، شارك في الألعاب الأولمبية الصيفية 1988. ولعب مع إيه سي ميلان وماركوني ستاليونز ونادي أفيلينو ونادي أودينيزي ونادي باري ونادي مونزا.

## وصلات خارجية
- أنجيلو كولومبو على موقع الاتحاد الدولي (مؤرشف)  (الإنجليزية)
- أنجيلو كولومبو على موقع قاعدة بيانات كرة القدم.إي يو (الإنجليزية)
- أنجيلو كولومبو على موقع عالم كرة القدم.نت (الإنجليزية)
- أنجيلو كولومبو على موقع أوليمبيديا (الإنجليزية)